# Сташенкова, Федора Васильевна
Федо́ра Васи́льевна Сташе́нкова (1912, Московская губерния — неизвестно) — доярка подсобного хозяйства «Горки-II» Звенигородского района Московской области. Герой Социалистического Труда (1953).

## Биография
Федора Сташенкова родилась в 1912 году на территории современной Московской области. Получив начальное образование, трудилась в сельском хозяйстве.
Во время Великой Отечественной войны Ф. В. Сташенкова начала работать дояркой в старейшем совхозе Подмосковья «Горки-II» Звенигородского (ныне — Одинцовского) района Московской области. Как и 14 других основных доярок, мастеров, бригадиров и животноводов, она три года посещала курсы зоотехнической подготовки в совхозе, проводимые раз в неделю в совхозном зоотехническом кабинете после рабочего дня.
В 1948 году на животноводческой ферме была введена двухсменная организация труда, где за парой доярок Федорой Васильевной Сташенковой и Анной Афанасьевной Сененковой было закреплено 20 чёрно-пестрых коров-первотёлок. Они возглавляли эту группу до 1952 года. В группе особо выделялась корова Ваза, высший удой которой составлял 50 кг молока в сутки. Помимо Вазы (9 386 кг в 1952 году), в их группе высокие удои показали коровы Валюта, Венера (9 958 кг), Жаворонка (7 614 кг) — всего 7 коров с удоем более 7 200 кг. Средний удой 20 коров их группы в 1952 году составил 6745 кг молока на корову.
В 1952 году доярки получили по 6 954 кг молока от каждой из 17 коров своей группы при средней жирности молока 246 кг на корову за год.
Указом Президиума Верховного Совета СССР от 19 декабря 1953 года доярке Федоре Васильевне Сташенковой было присвоено звание Героя Социалистического Труда с вручением ордена Ленина и золотой медали «Серп и Молот» за достижение высоких показателей в животноводстве в 1952 году. Этим же указом 14 животноводам совхоза «Горки-II» было присвоено это же высокое звание, в том числе директору совхоза «Горький-II» Сергею Гавриловичу Семёнову, сменщице Федоры Анне Афанасьевне Сененковой и бригадиру Владимиру Николаевичу Чванову.
В последующие годы Федора продолжала лидировать по удоям среди доярок совхоза. В 1954 году корова-рекордсмен их группы Ваза, удой которой за 300 дней лактации в 1953 году составил 9 071 кг молока, была выставлена в павильоне «Крупный рогатый скот» Всесоюзной сельскохозяйственной выставки (ВСХВ).
С 1968 года являлась персональным пенсионером союзного значения. Проживала в посёлке Горки-2. Несмотря на огромную занятость в хозяйстве, Федора Васильевна родила и воспитала семерых детей.
Дата и место смерти Федоры Васильевны Сташенковой не установлены.

## Награды
- Герой Социалистического Труда — указом Президиума Верховного Совета СССР от 19 декабря 1953 года;
- Орден Ленина, медаль «Серп и Молот» (19 декабря 1953);
- Орден «Материнская слава» III степени;
- медали, включая медали ВСХВ.